# Säynäjäjärvi (sjö i Enontekis, Lappland, Finland)
Säynäjäjärvi och en mindre sjö nord väst om denna, eller Säynäjäjärvet är sjöar i Finland. De ligger i kommunen Enontekis i landskapet Lappland, i den norra delen av landet, 900 km norr om huvudstaden Helsingfors. Säynäjäjärvi ligger 276,2 meter över havet. Arean är 18,9 hektar och strandlinjen är 2,7 kilometer lång. Sjön  ingår i Torne älvs huvudavrinningsområde. 